# Måsholmen, Borgå
Måsholmen är en ö i Finland. Den ligger i Finska viken och i kommunen Borgå i den ekonomiska regionen  Borgå i landskapet Nyland, i den södra delen av landet. Ön ligger omkring 61 kilometer öster om Helsingfors. 
Öns area är 4,3 hektar och dess största längd är 320 meter i nord-sydlig riktning.